# Cambria, New York
Cambria är en kommun (town) i Niagara County i delstaten New York. Vid 2010 års folkräkning hade Cambria 5 839 invånare.

## Kända personer från Cambria
- Jerome B. Chaffee, politiker